# Nothobranchius willerti
Nothobranchius willerti es una especie de pez de agua dulce de la familia de los notobranquíidos en el orden de los ciprinodontiformes.

## Taxonomía
Nothobranchius willerti , anteriormente considerado como miembro de Aphyobranchius, se excluye del subgénero, con base en una reevaluación de caracteres morfológicos clave, preferencia de hábitat, comportamiento reproductivo y datos moleculares que indican una clara afiliación con otras especies del subgénero Adiniops.

## Morfología
Se distingue por los siguientes caracteres: aleta dorsal ligeramente retrasada, su origen por encima del 2do o 3er radio de la aleta anal; aleta anal rectangular en los machos; escamación cefálica regular de tipo G; macho con pequeñas papilas sensoriales en los dos tercios distales de los radios de la aleta anal; ctenii presentes sólo en las escamas del opérculo inferior y del preopérculo inferior (según Wildekamp, 1992).
Los machos pueden alcanzar los 4 cm de longitud total.

## Distribución geográfica
Esta especie es endémica de los hábitats de agua dulce. Se la conoce en charcas temporales del sistema del bajo río Tana, en las llanuras costeras del este de Kenia.